# Leucophenga tritaeniata
Leucophenga tritaeniata är en tvåvingeart som beskrevs av Oswald Duda 1923. Leucophenga tritaeniata ingår i släktet Leucophenga och familjen daggflugor. Inga underarter finns listade i Catalogue of Life.